# 歡迎加入NHK！
《歡迎加入NHK！》（日语：NHKにようこそ！），是由日本作家瀧本龍彥所著的小說。於網站「Boiled Eggs Online」從2001年1月29日到4月16日間連載。角川書店於2002年1月出版。中文版由台灣角川於2006年11月出版。漫畫版由大岩賢二作畫，並從2004年至2007年於日本《月刊少年Ace》連載。2006年7月至12月17日首播同名改編電視動畫。

## 概要
以大學中輟的家裡蹲青年與為了拯救他為目的的少女為軸心，誇張地描寫了家裡蹲的「冒險」過程。作品標題的「NHK」並非公共媒體日本放送協會（羅馬字：Nippon Hōsō Kyōkai）的簡稱，而是日本家裏蹲協會（日语：日本ひきこもり協会，羅馬字：Nihon Hikikomori Kyōkai）的簡稱。據說是作者根據本人所經歷的真實體驗所創作出的作品。漫畫版極受歡迎，第四集限定版曾登上日本亞馬遜總販售排名的第三名。

## 故事簡介
被大學退學後第二年的春天，身為家裡蹲廢材的主角佐藤達廣在一事無成下，妄想認為自己的退學跟無職是「NHK」的全國性陰謀。就在這個時候，在他面前出現了之前遇到過叫做中原岬的神秘美少女，並堅持達廣一定要加入計畫治好只會窩在家裡的毛病……

## 登場人物
佐藤達廣（聲：小泉豐）
本作的主角。22歲。生日是1月28日。是一個廢材及不敢面對現實的尼特族。靠著跟老家伸手住在出租屋漫無目的的過日子。
四年前上大一時的某一天，在上學路上幻想著所有路人都在嘲笑他，便逃回家且從此再也不想出門，因此被大學開除，並且在不知不覺間當了四年的家裡蹲。
曾与身為鄰居的學弟山崎薫共同製作H-Game，主要負責寫劇本。
很容易陷入自己的妄想之中，特別是性幻想與陰謀論。在经历了一系列事件后有所觉悟，并在过程中与中原岬产生了很深的羁绊，渐渐摆脱了蛰居的生活。
中原岬（聲：牧野由依）
家庭背景不明的神秘美少女，18歲。
自稱從事要負責協助達廣的義工性質的工作，常常突然出現在達廣身邊，還會幫他打理一些日常瑣事。不知為何一心要幫助達廣走出房門，並且會定期進行一些莫名其妙的治療課程。在一次次對佐藤的關心和照顧中，逐漸推進了她與佐藤彼此之間的救贖。由於家庭變故而使她長期休學，直到故事最後復學。
在漫畫版中有戲劇化人格障礙的精神疾病，為了逃避與之不合的女同學而休學了兩年，曾在遇到學生時代認識的同學時自稱在美國留學。
山崎薰（聲：阪口大助）
佐藤達廣的學弟，20歲。由於其眼神在生氣時非常兇狠，所以他在初中時經常被人欺負。
住在佐藤隔壁房間，經常深夜裡仍大聲播放著動畫歌曲「ふしぎ・プルプル・プルリン・リン」曾令佐藤十分困擾。喜歡二次元美少女角色，是個蘿莉控與御宅族。
因為初戀的心理創傷而抱著扭曲的愛情觀。似乎有個名叫「七菜子」（漫畫版為菜菜子）的傲嬌女友。
曾希望朝向H-Game設計製作的工作發展。他負責與達廣製作的H-Game的劇本以外的所有部份。
老家在北海道經營農場，因為是長子的關係以及後來製作遊戲的夢想破碎，所以回鄉繼承了家業。
在網路遊戲中使用的人物為「米雅（日语：ミア）」（聲：岩男潤子）。
柏瞳（聲：小林沙苗）
佐藤達廣高中時代的學姊，文學部部長（佐藤達廣是唯一部員），常向佐藤灌輸各種陰謀論幻想。
大學畢業後的職業是公務員，與上司不合而壓力極大，常常失眠且有藥物成癮。劇中曾誘導達廣去參加一個旅行活動（實則是自殺網聚），後來因為男友打電話來求婚而放棄輕生，反而是達廣因為受到刺激而萌生自殺的念頭。
於婚後的新年前夕偶遇達廣並邀他去一家旅館敘舊，言談中透露出渴望有一段外遇。
小林惠（聲：早水理沙）
佐藤達廣高中時代的同班同學。漫畫版、動畫版原創角色。
高中時代是位認真的班級委員長。
在高中畢業一段時間後，曾因迷茫而被發展成為傳銷公司的下線推銷員。在與佐藤的一次意外相遇後也將他帶入了傳銷。
其哥哥友一（漫畫版裡的名稱為四郎）是個重度家裡蹲。
小林友一（聲：竹本英史）
小林惠的哥哥。漫畫版中的名稱為四郎。漫畫版、動畫版原創角色。
比佐藤達廣還要重度的家裡蹲。最后因饥饿而走出家门，从事送外卖的工作。
於網路遊戲裡和佐藤認識。在網路遊戲中使用的人物為「torotoro（日语：トロトロ）」（聲：宍戶留美）。
米雅（聲：岩男潤子）
佐藤達廣於網路遊戲認識的貓耳女孩。陪同佐藤冒險升級直到佐藤看清網路世界的虛偽。
其真實身份為山崎。
綠川七菜子（聲：宍戶留美）
漫畫版裡的名稱為「菜菜子」。在小說中並未登場（只有姓名出現）。
是個傲嬌。和山崎同樣是動畫學院聲優科學生的女孩子。山崎單相思的女朋友。
喜歡美少年和美少女。
自稱不喜歡御宅族。
玉田裕加里（聲：出野明日香）
七菜子的朋友。
加瀨乃都香（聲：松崎亞希子）
七菜子的朋友。
廢材星人（聲：松崎亞希子、片貝薫、鹽屋翼）
漫畫及動畫的吉祥物。有著紫色的外表，額頭上有個「ヒ」，而肚子上有個「H」。
佐藤達廣妄想中的外星人。達廣認為他們是屬於日本家裡蹲協會的，就是他們的陰謀而使達廣變成家裡蹲。
城崎彰（聲：飛田展男）
瞳的丈夫。在漫畫版中是一名心理醫生，而在動畫版中則是IT產業的工程師。常因忙於工作而忽略瞳。
於阻止瞳自殺時向其求婚，最後二人結婚生子。

## 出版書籍

### 小說
| 版本 | 角川書店      | 角川書店           | 角川文庫      | 角川文庫           | 台灣角川      | 台灣角川           |
| 版本 | 發售日期      | ISBN               | 發售日期      | ISBN               | 發售日期      | ISBN               |
| ---- | ------------- | ------------------ | ------------- | ------------------ | ------------- | ------------------ |
| 全   | 2002年1月28日 | ISBN 4-04-873339-7 | 2005年6月25日 | ISBN 4-04-374702-0 | 2006年11月4日 | ISBN 986-174-184-4 |

### 漫畫
| 卷數 | 角川書店                     | 角川書店                                        | 台灣角川       | 台灣角川               |
| 卷數 | 發售日期                     | ISBN                                            | 發售日期       | ISBN                   |
| ---- | ---------------------------- | ----------------------------------------------- | -------------- | ---------------------- |
| 1    | 2004年6月24日                | ISBN 4-04-713636-0                              | 2005年2月15日  | ISBN 986-729-910-8     |
| 2    | 2004年11月22日               | ISBN 4-04-713681-6                              | 2005年8月15日  | ISBN 986-718-920-5     |
| 3    | 2005年5月24日                | ISBN 4-04-713715-4                              | 2005年12月20日 | ISBN 986-718-991-4     |
| 4    | 2005年11月9日 2005年11月24日 | ISBN 4-04-900777-0（限定版） ISBN 4-04-713758-8 | 2006年4月19日  | ISBN 986-174-056-2     |
| 5    | 2006年6月22日                | ISBN 4-04-713828-2                              | 2006年12月6日  | ISBN 986-174-188-7     |
| 6    | 2006年11月7日 2006年11月21日 | ISBN 4-04-713851-7（限定版） ISBN 4-04-713871-1 | 2007年9月4日   | ISBN 978-986-174-431-5 |
| 7    | 2007年5月24日                | ISBN 978-4-04-713924-4                          | 2007年11月24日 | ISBN 978-986-174-528-2 |
| 8    | 2007年7月24日                | ISBN 978-4-04-713943-5                          | 2008年2月15日  | ISBN 978-986-174-594-7 |

## 動畫

### 製作人員
- 原作：瀧本龍彦、大岩賢次
- 製作總指揮：安田猛、石川真一郎
- 企劃：井上伸一郎、山下直久、村上達朗、梶田浩司、鈴木徑男
- 製作人：千葉誠、荒井英昌、松井智
- 導演：山本裕介
- 劇本統籌、編劇：西園悟
- 人物設計：右湊具央/吉田隆彥
- 總作畫監督：吉田隆彥（第1話～第6話）、下谷智之
- 音樂製作人：福田正夫
- 音樂：
- 音響監督：鹽屋翼
- 音響制作：Omnibus Promotion（糠塚忠幸）
- 音響效果：西村隆弘（Fizz Sound Creation）
- 錄音室：Omnibus Japan
- 編輯：三嶋章紀
- 美術設定：居垣宏
- 美術監督：松本浩樹
- 攝影監督：北村直樹
- 色彩設計：内林裕美
- 音樂製作：Victor Entertainment
- 動畫製作人：柴田知典
- 動畫製作：GONZO
- 製作：歡迎加入N・H・K！製作委員會

### 主題曲
片頭曲
- （第1～12集）

作詞：伊藤利恵子，作曲：北川勝利，編曲：ROUND TABLE，歌：ROUND TABLE feat. Nino
- 「パズル -extra hot mix-」（第13～23集）

作詞：伊藤利恵子，作曲：北川勝利，編曲：ROUND TABLE，歌：ROUND TABLE feat. Nino
片尾曲
- （第1～12集）

作詞：，作曲、編曲： 橘高文彦，歌：
- （第13～24集）

作詞、作曲：，編曲：島田昌典，歌：牧野由依
插入曲
- （第1～5集、第8～11集、第17集、第19集、第20集、第22集）

作詞：西園悟，作曲、編曲：高浪敬太郎，歌：宍戶留美
- （第7集）

作詞：，作曲：窪田晴男，歌：牧野由依
- （第9集）

作詞：，作曲、編曲：窪田晴男，歌：
- （第14集）

作詞：，作曲、編曲：窪田晴男，歌：
- 「日本引きこもり協会のテーマ」（第15集）

作詞：，作曲、編曲：橘高文彦，歌：
- （第15集）

作詞：，作曲：、内田雄一郎、，編曲：橘高文彦，歌：

### 各集標題
| 話數 | 日文標題 | 中文標題             | 劇本   | 分鏡         | 演出         | 作畫監督                      |
| ---- | -------- | -------------------- | ------ | ------------ | ------------ | ----------------------------- |
| 1    |          | 歡迎加入本計畫！     | 西園悟 | 山本裕介     | 園田雅裕     | 吉田隆彥、下谷智之            |
| 2    |          | 歡迎成為創作者！     | 西園悟 | 山本裕介     | 吉田徹       | 中澤勇一、根岸宏行            |
| 3    |          | 歡迎注視美少女！     | 西園悟 | 川畑えるきん | 川畑えるきん | 川畑えるきん                  |
| 4    |          | 歡迎來到新世界！     | 西園悟 | 園田雅裕     | 園田雅裕     | 夏目真悟                      |
| 5    |          | 歡迎接受輔導！       | 西園悟 | 鏑木宏       | 鏑木宏       | 長沼範裕                      |
| 6    |          | 歡迎來到教室！       | 西園悟 | 園田雅裕     | 熊澤祐嗣     | 村井孝司                      |
| 7    |          | 歡迎來到延期償還！   | 西園悟 | 祝浩司       | 祝浩司       | 祝浩司                        |
| 8    |          | 歡迎來到中華街！     | 西園悟 | 奥野浩行     | 奥野浩行     | 奥野浩行                      |
| 9    |          | 歡迎來到夏日！       | 西園悟 | 福田道生     | 加藤顯       | 海老原雅夫                    |
| 10   |          | 歡迎來到黑暗面！     | 西園悟 | 鏑木宏       | 藤本次朗     | 野崎真一                      |
| 11   |          | 歡迎掉入陰謀！       | 西園悟 | 祝浩司       | 祝浩司       | 山川宏治                      |
| 12   |          | 歡迎來到網聚！       | 西園悟 | 園田雅裕     | 園田雅裕     | 村松尚靖、片岡英之            |
| 13   |          | 歡迎來到天國！       | 西園悟 | 鏑木宏       | 鏑木宏       | 長沼範裕                      |
| 14   |          | 歡迎來到現實！       | 西園悟 | 福田道生     | 熊澤祐嗣     | 村井孝司                      |
| 15   |          | 歡迎來到幻想世界！   | 西園悟 | 大畑晃一     | 吉田徹       | 根岸宏行、中澤勇一            |
| 16   |          | 歡迎來到GAME OVER！  | 西園悟 | 笹木信作     | 笹木信作     | 奥野浩行                      |
| 17   |          | 歡迎來感受幸福！     | 西園悟 | 祝浩司       | 加藤顯       | 海老原雅夫                    |
| 18   |          | 歡迎來感受前途无亮！ | 西園悟 | 福田道生     | 藤本次朗     | 山川宏治                      |
| 19   |          | 歡迎來找青鳥！       | 西園悟 | 川畑えるきん | 川畑えるきん | 川畑えるきん                  |
| 20   |          | 歡迎來到冬天！       | 西園悟 | 園田雅裕     | 祝浩司       | Park Hong-Keun、Kim Jung-Chul |
| 21   |          | 歡迎來重头开始！     | 西園悟 | 熊澤祐嗣     | 熊澤祐嗣     | 村井孝司                      |
| 22   |          | 歡迎成为神！         | 西園悟 | 鏑木宏       | 鏑木宏       | 長沼範裕                      |
| 23   |          | 歡迎來找岬！         | 西園悟 | 笹木信作     | 奥野浩行     | 奥野浩行                      |
| 24   |          | 歡迎來到N・H・K！    | 西園悟 | 山本裕介     | 山本裕介     | 下谷智之                      |

### 播放電視台
日本深夜動畫：下文記載的日本国内播放時間使用日本標準時間（UTC+9）表示。因為部分時間标识會採用30小时制，因此請留意这类超过24:00的时间，其實際播放時間為翌日清晨。
| 播映地域 | 電視台         | 播映期間                      | 播映時間（UTC+9）          | 所屬聯播網  |
| -------- | -------------- | ----------------------------- | -------------------------- | ----------- |
| 千葉縣   | 千葉電視台     | 2006年7月9日－2006年12月17日  | 星期日 24時00分 - 24時30分 | 獨立UHF系列 |
| 埼玉縣   | 埼玉電視台     | 2006年7月9日－2006年12月17日  | 星期日 25時30分 - 26時00分 | 獨立UHF系列 |
| 神奈川縣 | 神奈川電視台   | 2006年7月10日－2006年12月18日 | 星期一 25時15分 - 25時45分 | 獨立UHF系列 |
| 京都府   | KBS京都        | 2006年7月10日－2006年12月18日 | 星期一 25時30分 - 26時00分 | 獨立UHF系列 |
| 岐阜縣   | 岐阜放送       | 2006年7月10日－2006年12月18日 | 星期一 26時15分 - 26時45分 | 獨立UHF系列 |
| 和歌山縣 | 和歌山電視台   | 2006年7月10日－2006年12月18日 | 星期一 26時25分 - 26時55分 | 獨立UHF系列 |
| 奈良縣   | 奈良電視台     | 2006年7月11日－2006年12月19日 | 星期二 26時15分 - 26時45分 | 獨立UHF系列 |
| 三重縣   | 三重電視台     | 2006年7月11日－2006年12月19日 | 星期二 27時10分 - 27時40分 | 獨立UHF系列 |
| 廣島縣   | 廣島HOME電視台 | 2006年7月16日－2006年12月23日 | 星期六 26時05分 - 26時35分 | ANN系列     |
| 日本全域 | AT-X           | 2007年2月23日－2007年8月3日   | 星期五 11時30分 - 12時00分 | CS放送      |

| 播放地區 | 播放電視台 | 播放日期                | 當地播放時間           | 所屬聯播網 | 備註     |
| -------- | ---------- | ----------------------- | ---------------------- | ---------- | -------- |
| 香港     | Animax     | 2009年11月30日-12月31日 | 星期一至五23:00－23:30 |            |          |
| 臺灣     | Animax     | 2010年3月7日-5月23日    | 星期日23:00－24:00     | 有線電視   | 二集連播 |

## 外部連結
- 歡迎加入NHK! 動畫官方網站 （页面存档备份，存于） （日語）